# Edwin Samuel Montagu
Edwin Samuel Montagu (6 de febrero de 1879 — 15 de noviembre de 1924) fue un político británico, miembro del Partido Liberal y segundo hijo de Samuel Montagu, primer barón de Swaythling.
Fue elegido diputado por primera vez en 1906. Ocupó varios cargos institucionales, siendo el más importante el de secretario de Estado para la India, que desempeñó entre 1917 y 1922. Montagu, el segundo judío miembro del Gobierno británico, era miembro del Gabinete cuando éste trató el tema del apoyo expreso de Gran Bretaña a la reivindicación sionista de creación de un hogar nacional judío en Palestina, apoyo que cristalizaría en la llamada Declaración Balfour, aprobada el 31 de octubre de 1917. Montagu fue el principal opositor dentro del Gobierno al sionismo en general y a la declaración en particular, cuyo texto logró que fuera considerablemente rebajado, pues pensaba que la idea de que la patria de los judíos del mundo fuese Palestina daba la razón al antisemitismo, que igual que el sionismo veía a los judíos de Europa como ajenos al cuerpo social de cada país e inasimilables. Montagu pensaba, además, que el hecho de que el Gobierno al que él pertenecía declarara implícitamente que su patria era o podía ser otra que el Reino Unido ponía en duda su britanidad y le dejaba en muy mal lugar.
Edwin Montagu era primo de Herbert Samuel, sionista moderado que fue el primer alto comisionado del Mandato Británico de Palestina.